# Holmsjön (Godegårds socken, Östergötland, 651757-146744)
Holmsjön är en sjö i Motala kommun i Östergötland och ingår i Motala ströms huvudavrinningsområde. Sjön är 10 meter djup, har en yta på 0,177 kvadratkilometer och är belägen 129,9 meter över havet.

## Delavrinningsområde
Holmsjön ingår i det delavrinningsområde (651654-146645) som SMHI kallar för Utloppet av Årsjön. Medelhöjden är 144 meter över havet och ytan är 20,5 kvadratkilometer. Det finns inga avrinningsområden uppströms utan avrinningsområdet är högsta punkten. Bruksån som avvattnar avrinningsområdet har biflödesordning 4, vilket innebär att vattnet flödar genom totalt 4 vattendrag innan det når havet efter 93 kilometer. Avrinningsområdet består mestadels av skog (72 procent). Avrinningsområdet har 2,39 kvadratkilometer vattenytor vilket ger det en sjöprocent på 11,6 procent.